# كودي زيلر
كودي زيلر (بالإنجليزية: Cody Zeller) مواليد 5 أكتوبر 1992، هو لاعب كرة سلة أمريكي يلعب مع فريق شارلوت هورنتس في الرابطة الوطنية لكرة السلة ويحمل الرقم 40. يبلغ طوله 7 قدم 0 بوصة (2.1 م).

## فرق لعب لها
- شارلوت هورنتس

## روابط خارجية
- كودي زيلر على موقع إن بي أي (الإنجليزية)
- كودي زيلر على موقع سبورتس رفرنس (الإنجليزية)
- كودي زيلر على موقع كرة السلة الأوروبية.كوم (الإنجليزية)
- كودي زيلر على موقع DraftExpress.com (الإنجليزية)
- كودي زيلر على موقع إي إس بي إن.كوم (الإنجليزية)
- كودي زيلر على موقع كلية كرة السلة في سبورتس رفرنس.كوم (الإنجليزية)
- كودي زيلر على موقع ريلجم (الإنجليزية)
- كودي زيلر على موقع بروبوليرز (الإنجليزية)